# Richebourg (Haute-Marne)
Richebourg település Franciaországban, Haute-Marne megyében. Lakosainak száma 248 fő (2022. január 1.). Richebourg Arc-en-Barrois, Blessonville, Bugnières, Châteauvillain, Chaumont, Cour-l’Évêque, Foulain, Leffonds, Neuilly-sur-Suize és Semoutiers-Montsaon községekkel határos.

## Népesség
A település népessége az elmúlt években az alábbi módon változott:
| Lakosok száma | 271  | 246  | 249  | 277  | 280  | 288  | 274  | 262  | 259  | 248  |
|               | 1968 | 1982 | 1990 | 2006 | 2013 | 2015 | 2017 | 2019 | 2020 | 2022 |